# STX Corporation
STX Corporation è uno dei principali conglomerati dello stato della Corea del Sud, è attivo principalmente nel settore delle costruzioni navali e del commercio di materie prime.

## Storia
Fondata nel 1971 con il nome di Ssangyong Heavy Industries come divisione del gruppo Ssang Yong, nel 2001 è diventata indipendente prendendo l'attuale denominazione.
Attualmente opera in diversi settori, tra cui il principale è la costruzione di navi, attività in cui è presente con la sussidiaria STX Offshore & Shipbuilding, la quale a sua volta dal gennaio 2009 ha preso il pieno controllo della Aker Yards rinominandola STX Europe, celebre per aver costruito molte navi da crociera.
Tramite altre società controllate come la STX Resort e la STX Marine Sevice opera nel campo dell'energia Industries.